# Hustler Video
Hustler Video é uma produtora de filmes pornográficos americana. Tem como proprietário a Larry Flynt Publications, de Larry Flynt, e faz parte da gama de empresas da marca Hustler, que inclui a revista Hustler, a Hustler Casino e a Hustler Hollywood.

## Prêmios
- 2002: AVN Award – Best All-Sex DVD – Porno Vision[2]
- 2002: AVN Award – Best All-Sex Film – Porno Vision[2]
- 2002: AVN Award – Top Selling Release of the Year – Snoop Dogg's Doggystyle[2]
- 2003: AVN Award – Best Ethnic-Themed Release – Liquid City[2]
- 2003: AVN Award – Best Art Direction - Film – Kris Kramski for America XXX[2]
- 2003: AVN Award – Best Vignette Series – Barely Legal[2]
- 2004: AVN Award – Best Vignette Series – Barely Legal[2]
- 2004: AVN Award – Top Selling Release of the Year – Snoop Dogg's Hustlaz: Diary of a Pimp[2]
- 2004: AVN Award – Best Ethnic-Themed Release - Black – Snoop Dogg's Hustlaz: Diary of a Pimp[2]
- 2005: AVN Award – Best Amateur Release – Adventure Sex[2]
- 2005: AVN Award – Best All-Sex Release – Stuntgirl[2]
- 2006: AVN Award – Best All-Sex Release – Squealer[2]
- 2007: AVN Award – Best Pro-Am or Amateur Series – Beaver Hunt[2]
- 2008: AVN Award – Best Interactive DVD – InTERActive[3]
- 2008: AVN Award – Best Vignette Series – Barely Legal School Girls[3]
- 2009: AVN Award – Best Specialty Series - Other Genre' for Taboo[4]
- 2009: AVN Award – Clever Title of the Year – Strollin in the Colon[4]